# Episodi di Squadra speciale Lipsia (nona stagione)
La nona stagione della serie televisiva Squadra speciale Lipsia è stata trasmessa in anteprima in Germania dalla ZDF tra il 3 ottobre 2008 e il 5 giugno 2009.
| nº | Titolo originale     | Titolo italiano               | Prima TV Germania | Prima TV Italia |
| -- | -------------------- | ----------------------------- | ----------------- | --------------- |
| 1  | Istanbul Connection  | Istanbul Connection           | 3 ottobre 2008    |                 |
| 2  | Emanuela (Teil 1)    | Emanuela (Parte 1)            | 10 ottobre 2008   |                 |
| 3  | Emanuela (Teil 2)    | Emanuela (Parte 2)            | 17 ottobre 2008   |                 |
| 4  | Gier                 | Avidità                       | 24 ottobre 2008   |                 |
| 5  | Bernie               | Bernie                        | 31 ottobre 2008   |                 |
| 6  | Maskenball           | Ballo in maschera             | 7 novembre 2008   |                 |
| 7  | Zeuge der Anklage    | Testimoni d'accusa            | 14 novembre 2008  |                 |
| 8  | Callgirl             | Doppio bersaglio              | 28 novembre 2008  |                 |
| 9  | Zersprungene Seele   | Anima spezzata                | 5 dicembre 2008   |                 |
| 10 | Der letzte Dreck     | L'ultimo rifiuto              | 12 dicembre 2008  |                 |
| 11 | Verloren in Afrika   | Scomparsa in Africa           | 9 gennaio 2009    |                 |
| 12 | Damenwahl            | Mai dire bugie                | 16 gennaio 2009   |                 |
| 13 | Flucht ins Vergessen | Dolce tramonto                | 23 gennaio 2009   |                 |
| 14 | Leichte Beute        | Una facile preda              | 30 gennaio 2009   |                 |
| 15 | Privatsache          |                               | 30 gennaio 2009   |                 |
| 16 | Webion               | Spia nel web                  | 6 febbraio 2009   |                 |
| 17 | Ein neues Leben      | Una nuova vita                | 13 febbraio 2009  |                 |
| 18 | Das Erbe             | L'eredità                     | 27 febbraio 2009  |                 |
| 19 | Herbststurm          | Tempesta d'autunno            | 6 marzo 2009      |                 |
| 20 | Im Fokus             | Nel mirino                    | 13 marzo 2009     |                 |
| 21 | Mordsache Jugendklub | Omicidio al circolo giovanile | 20 marzo 2009     |                 |
| 22 | Tödliches Landleben  | Morte in campagna             | 27 marzo 2009     |                 |
| 23 | Masernparty          | La festa del morbillo         | 3 aprile 2009     |                 |
| 24 | Rein-Raus-Boxer      | Gli amici del ring            | 24 aprile 2009    |                 |
| 25 | Tödlicher Fehler     | Errore fatale                 | 1º maggio 2009    |                 |
| 26 | Klarer Kopf          | Uno strano rapimento          | 1º maggio 2009    |                 |
| 27 | Harte Hand           | Mano dura                     | 8 maggio 2008     |                 |
| 28 | Das Netz             | La rete                       | 15 maggio 2009    |                 |
| 29 | Aysha                | Aysha                         | 22 maggio 2009    |                 |
| 30 | Spuren lügen nicht   | Le tracce non mentono         | 29 maggio 2009    |                 |
| 31 | Im Schafspelz        | L'agnello sacrificale         | 5 giugno 2009     |                 |